# Balneário Barra do Sul
Balneário Barra do Sul é um município brasileiro do estado de Santa Catarina. Localiza-se a uma latitude 26º27'20" sul e a uma longitude 48º36'43" oeste, estando a uma altitude de 8 metros. Sua população estimada em 2016 era de 10.073 habitantes. Conquistou sua emancipação política do município de Araquari em 1 de janeiro de 1992.
Possui uma área de 110,62 km².
Na década de 1960, Barra do Sul ainda era um distrito de Araquari até 1992. Típica vila de pescadores do litoral catarinense, não possuía energia elétrica, transporte coletivo, telefone ou estradas pavimentadas. O desenvolvimento chegou aos poucos, e acelerou-se após a elevação à categoria de município, Hoje oferece uma razoável infraestrutura aos moradores locais e aos turistas que lotam suas praias no verão.
O turismo é motivado por praias limpas e pela "lagoa", a parte sul do Canal do Linguado, bastante convidativo a pescarias, esportes aquáticos e navegação para pequenas embarcações. O pico de movimento turístico ocorre nas quatro semanas em torno do Ano-novo. Curiosamente, a festa típica da cidade, a Festa da Tainha, ocorre em pleno inverno.

## História
Apesar da pequena população, é uma das localidades mais antigas de Santa Catarina e do Brasil, pela proximidade com São Francisco do Sul. A maior parte da população "nativa" é descendente de portugueses e indígenas, e herdam de ambos a intimidade com o mar, a culinária baseada em frutos do mar e a tradição da Farra do Boi—uma festa semelhante a praticada em algumas cidades da Espanha e da França, onde um boi é solto pela cidade e corre atrás das pessoas. (Devido a maus-tratos ao boi, esta festa é especificamente proibida pela lei brasileira.)
Os primeiros três habitantes não indígenas, no século XVII formavam uma patrulha militar que protegia viajantes (a pé, pela beira da praia) de ataques dos índios e de contrabandistas. Num ritmo extremamente lento, outros imigrantes foram fixando-se na região da futura cidade de Balneário Barra do Sul, concentrando suas atividades econômicas em agricultura de subsistência, pesca e produção de farinha de mandioca, além de fornecimento de matérias-primas para a indústria.
Por séculos, não havia estradas saindo de Barra do Sul para as cidades próximas. As opções eram andar pela beira do mar, ou usar a via aquática do Canal do Linguado. As duas principais estradas foram construídas apenas na segunda metade do século XX. A primeira (Salinas) foi aberta incidentalmente, motivada pelo extrativismo do palmito. A estrada resultante foi retificada e aterrada pelo Exército em 1960 a ponto de ser utilizável por automóveis. Esta estrada liga Barra do Sul à Barra do Itapocu.
A segunda estrada, que é hoje asfaltada, liga Barra do Sul a Araquari e São Francisco do Sul, e foi aberta pelo dono de uma grande gleba de terras, que pretendia vender suas terras em pequenos lotes. A existência de uma estrada naturalmente aumentava as chances de haver interessados nos lotes. Nos anos 1990 esta estrada foi retificada e asfaltada, mas um grande trecho da "estrada velha", tortuosa e de terra, ainda existe no traçado original, em paralelo com a via rápida.

## Bloqueio do Canal do Linguado
A Baía da Babitonga é delimitada a oeste pelo continente e a leste pela Ilha de São Francisco. O porto está dentro desta baía, e ele podia ser atingido tanto pelo lado norte quanto pelo sul. Em 1935, o canal foi aterrado uns 15 km a montante da Barra Sul, como solução definitiva para a erosão da ponte ferroviária que ligava o continente à Ilha. 26° 21′ 44″ S, 48° 39′ 46″ O
Esta obra efetivamente criou duas baías menores, a Norte (onde está o porto) e a Sul (ao longo da qual está parte da cidade de Barra do Sul). Ambas têm saída para o mar porém o fluxo de água no sentido Norte-Sul foi bloqueado. Isto causa muitos problemas ecológicos, principalmente na parte sul pois o nível do mar é menor ali, e o fluxo que mantinha o canal profundo deixou de existir.
O resultado é um grande assoreamento da Baía Sul, cuja profundidade na maré baixa é praticamente zero em toda a superfície nos dias de hoje, e o surgimento de muitas ilhas. Periodicamente a "Boca da Barra" (saída para o mar) fica rasa demais para qualquer embarcação entrar ou sair, causando prejuízos ecológicos e econômicos. Atividades como pesca de camarão e extrativismo deixaram de ser comercialmente viáveis.
Há diversos projetos para reabrir o aterro que dividiu a Baía da Babitonga. Pode ser uma abertura total, ou apenas uma pequena falha para permitir que a corrente marítima flua. Isto seria ecologicamente interessante mas pode haver consequências para a cidade de Balneário Barra do Sul, já que uma parte razoável da área urbana está assentada em áreas de assoreamento, e um fluxo intenso Norte-Sul pode inundar ou encharcar estas terras.